# Odynerus curtula
Odynerus curtula är en stekelart som beskrevs av Gussakovski 1935. Odynerus curtula ingår i släktet lergetingar, och familjen Eumenidae. Inga underarter finns listade i Catalogue of Life.